# CERN Hadron Linacs
Die CERN Hadron Linacs sind eine Gruppe von Teilchenbeschleunigern in der physikalischen Großforschungseinrichtung CERN. Bei ihnen handelt es sich um Linearbeschleuniger (Linear Accelerators), die Strahlen von Hadronen beschleunigen, bevor sie von den nachfolgenden Beschleunigern sowie Experimenten am CERN weiterverwendet werden.

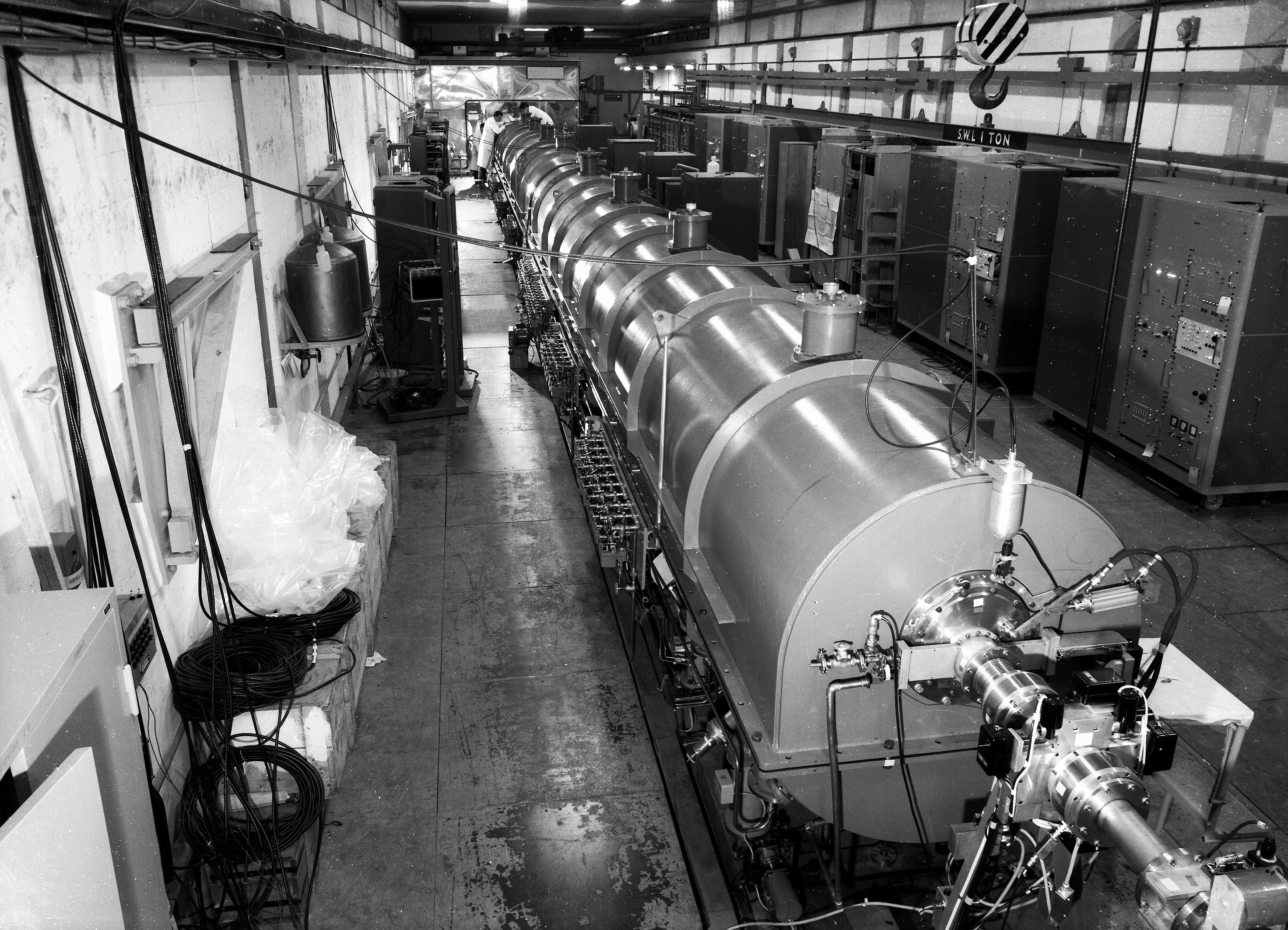
Linac 1, im Einsatz von 1958 bis 1992
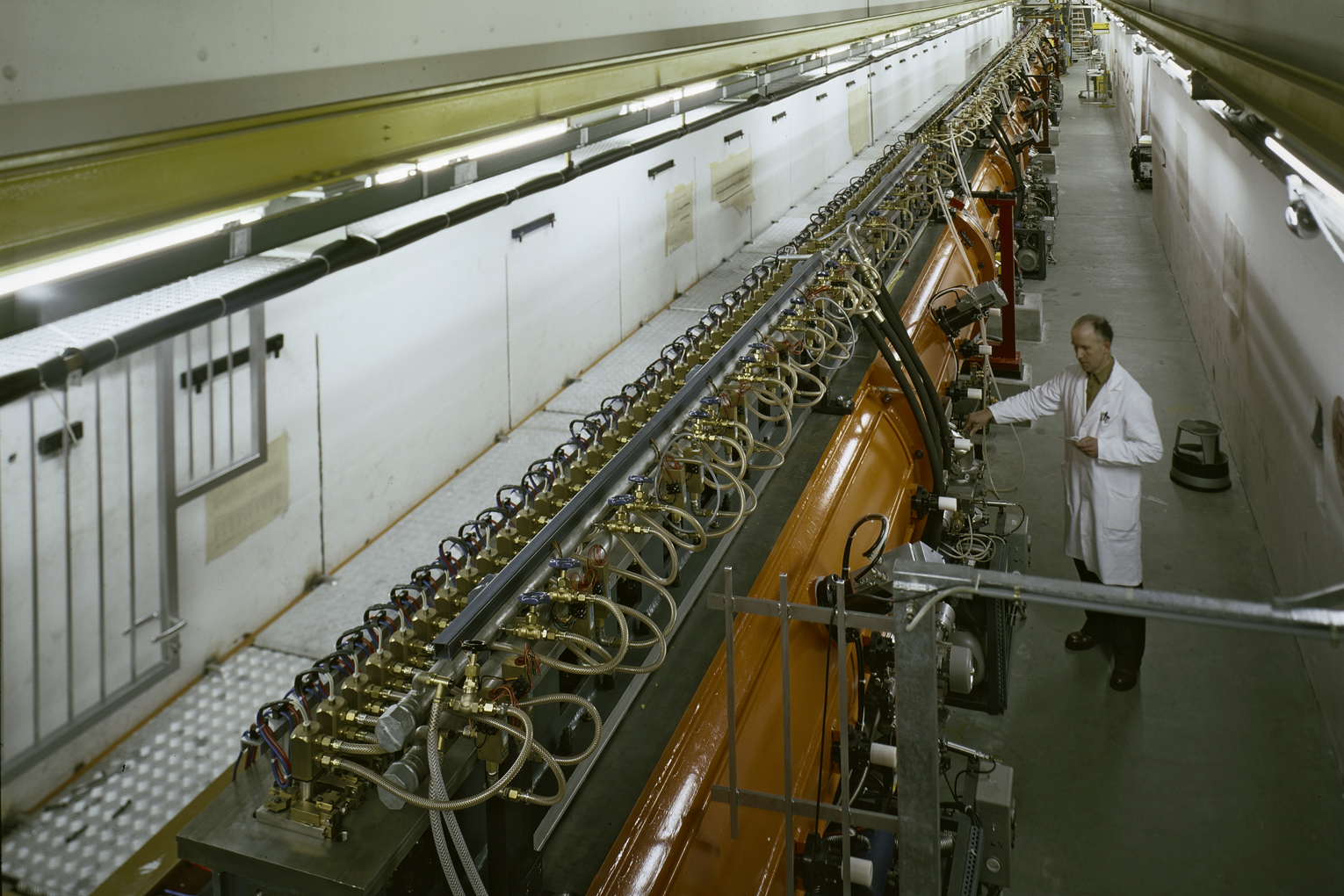
Linac 2, von 1978 bis 2018 zum Beschleunigen von Protonen genutzt
Linac 3, zurzeit zum Beschleunigen von Ionen genutzt
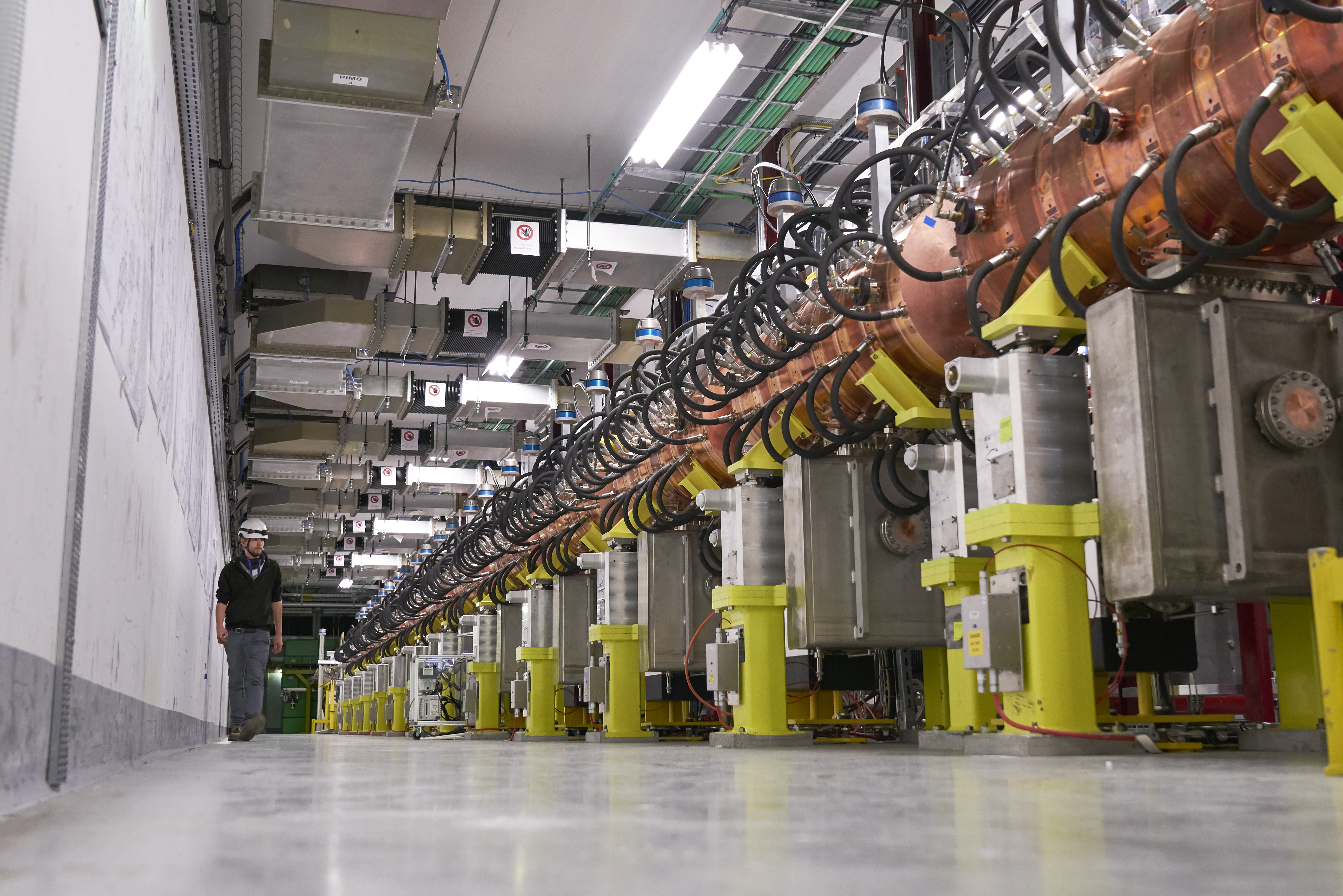
Linac 4, ersetzt Linac 2 ab 2020 und beschleunigt negative Wasserstoffionen.

## Linac 1

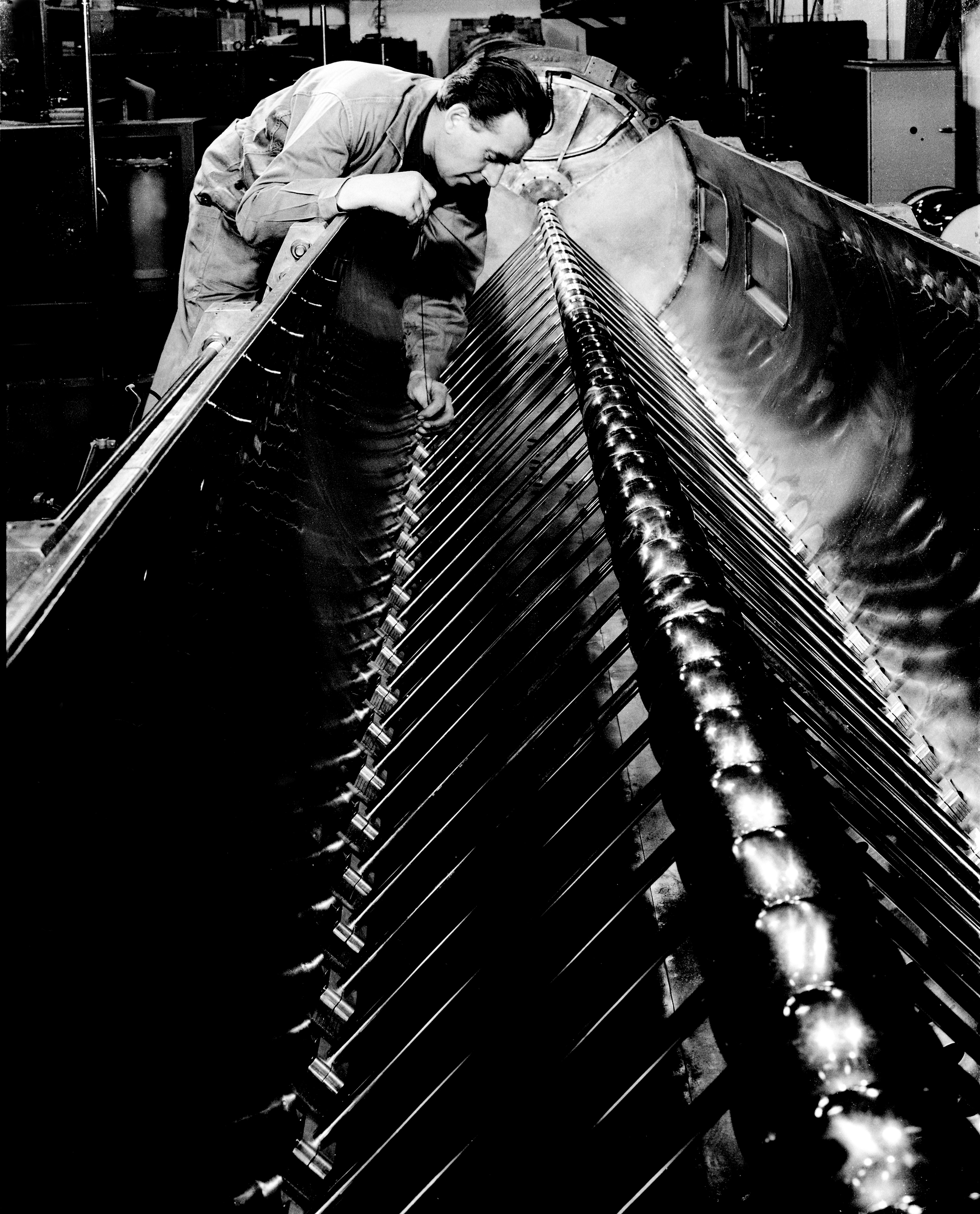
Innenansicht des Linac 1

Linac 1 war CERNs erster Linearbeschleuniger und beschleunigte Protonen auf 50 MeV, um sie in das Proton Synchrotron (PS) zu injizieren. Die Maschine wurde Anfang der 1950er-Jahre entwickelt, basierend auf dem Design eines ähnlichen Beschleunigers am AERE in England.
Im Jahr 1958 wurden erstmals Protonen beschleunigt, bei einem Strom von 5 mA und einer Pulslänge von 20 μs. Diese Werte entsprachen dem damaligen Weltrekord.
Im September 1959 wurde die angestrebte Energie von 50 MeV erreicht, womit der Beschleuniger komplett funktionsfähig war.
Von da an durchlebte Linac 1 eine Phase konstanter Verbesserungsmaßnahmen und schneller technischer Entwicklungen, die ihren Höhepunkt 1978 erreichten, als ein maximaler Protonenstrom von 70 mA bei Pulslängen von 100 μs erzielt wurde.
Ab 1972 lieferte Linac 1 die Protonen nicht mehr direkt zum PS, sondern zum neu fertiggestellten Proton Synchrotron Booster (PSB). Der PSB war gebaut worden, um schon vor dem Eintritt in den PS höhere Protonenenergien zu erreichen.
Nachdem Linac 2 im Jahr 1978 die Beschleunigung von Protonen übernommen hatte, wurde Linac 1 weiter verwendet als zuverlässige Prüfanlage neuer Entwicklungen. Beispielsweise wurde der Radiofrequenz-Quadrupol getestet, der im Jahr 1984 den ursprünglichen 500 keV-Cockcroft-Walton-Beschleuniger ersetzte. Zusätzlich wurden Methoden zur Erzeugung und Beschleunigung von Deuteronen, α-Teilchen und H−-Ionen entwickelt. Letztere wurden als Teststrahlen für den Low Energy Antiproton Ring (LEAR) genutzt.
Ab Ende 1986 wurde Linac 1 ebenfalls zur Beschleunigung von Sauerstoff- und Schwefel-Ionen verwendet.
Linac 1 wurde bis 1992 für Experimente eingesetzt.

## Linac 2
Im Laufe der Jahre wurde deutlich, dass Linac 1 nicht mehr mit den technischen Fortschritten der anderen Maschinen in CERNs Beschleunigeranlage mithalten konnte. Ursprünglich wurde diskutiert, Linac 1 einem großen Upgrade zu unterziehen, anstatt eine komplett neue Maschine zu bauen. Es wurde jedoch schnell klar, dass ein solches Upgrade fast so teuer sein würde wie eine komplette Neukonstruktion. Zusätzlich würde der Bau eines neuen Linacs einen reibungslosen Übergang vom einen Linearbeschleuniger zum anderen ohne große Unterbrechungen gewährleisten. Aus diesen Gründen wurde im Jahr 1963 der Bau eines neuen Linearbeschleunigers, Linac 2, beschlossen.
Dieser beschleunigte die Protonen auf die gleiche Energie wie Linac 1 (50 MeV), lieferte jedoch intensivere Protonenstrahlen bei bis zu 150 mA und einer längeren Pulsdauer von 200 μs.
Der Bau von Linac 2 begann im Dezember 1973, mit einem Budget von 21,3 Millionen CHF, und wurde 1978 abgeschlossen.
Im Laufe seines Betriebs wurde Linac 2 mehrfach modernisiert. Die wichtigste Verbesserungsmaßnahme war der Einbau des Radiofrequenz-Quadrupols, der den 750 keV-Cockcroft-Walton-Beschleuniger im Jahr 1993 ersetzte. Damit konnte der Ausgangsstrom auf 180 mA erhöht werden.

## Linac 3
Linac 3 wurde im Tunnel des Linac 1 gebaut und im Sommer 1994 in Betrieb genommen. Dieser Linearbeschleuniger wurde speziell für die Beschleunigung schwerer Ionen konstruiert: hauptsächlich Blei-Ionen, die dem PSB, dem Large Hadron Collider (LHC) sowie den Targetexperimenten (siehe Colliding-Beam-Experiment) am SPS und am LEIR zur Verfügung gestellt werden. Als LEIR in Betrieb genommen wurde, wurden zusätzlich Sauerstoff-Ionen beschleunigt.
Ab 2013 wurde Linac 3 angepasst, um im Jahr 2015 Argon-Ionen zu beschleunigen. Diese wurden vom Experiment NA61/SHINE genutzt.
Gleichermaßen beschleunigte Linac 3 im Jahr 2017 Xenon-Ionen für NA61/SHINE. Am 12. Oktober 2017 wurden diese in den LHC injiziert; zum ersten Mal wurden dort Xenon-Ionen beschleunigt und zur Kollision gebracht. Sechs Stunden lang nahmen die vier LHC-Experimente Daten kollidierender Xenon-Ionen auf.
Es wird erwartet, dass Linac 3 mindestens bis 2022 in Betrieb bleiben wird.

## Linac 4
Linac 4 ist ein Linearbeschleuniger, der Linac 2 im August 2020 ersetzt hat. Linac 4 beschleunigt negative Wasserstoff-Ionen bis zu einer Energie von 160 MeV. Die Ionen werden in den PSB injiziert, wo dann beide Elektronen entfernt werden, sodass nur noch der Kern (ein Proton) übrig bleibt. Dadurch, dass zunächst Wasserstoff-Ionen anstelle von Protonen verwendet werden, wird der Strahlverlust am Injektionspunkt reduziert. Dies ermöglicht es auch, mehr Protonen im PSB anzusammeln, um sie dann weiter zu beschleunigen.
Mit einer Energie von 160 MeV erreicht Linac 4 mehr als drei Mal so viel Energie wie Linac 2. Das ermöglicht eine Verdoppelung der Intensität des Strahls im LHC. Dies ist Teil der Verbesserungen zu Erhöhung der Luminosität des LHC, wo bis 2029 eine Verzehnfachung gegenüber der ursprünglichen Konzeption angestrebt wird.